# موشيه ديان
موشيه ديان (العبرية משה דיין؛ ولد في 20 مايو 1915 في كيبوتس دغانيا – توفي في تل أبيب في 16 أكتوبر 1981)، هو عسكري وسياسي إسرائيلي. يُترجم اسمه بالعبرية «القاضي موسى»، ويعتبر من أكثر الشخصيات الإسرائيلية تأثيرًا على إسرائيل في الثلاثين سنة الأولى من وجودها، مثّل بشخصيته الإسرائيلي الجديد (التسابار- الذي ولد في إسرائيل)، وهو الذي يحمل السلاح بيد والمعول بيد أخرى، رؤيته العسكرية ساهمت في بلورة منهجية قوة الردع للجيش الاسرائيلي جيشًا هجوميًّا ومبادرًا.
تولّى مناصب رئاسة أركان الجيش الاسرائيلي ووزارة الزراعة والدفاع والخارجية. لعب أدوار أساسية في حروب إسرائيل الأولى، اعتبر بطل النصر في إسرائيل في حرب 1967، وتم تحميله مسؤولية الفشل في حرب أكتوبر 1973، ضمن منصبه كوزير للخارجية ساهم في بلورة اتفاقية السلام بين إسرائيل ومصر. تعتبر شخصية دايان من أكثر الشخصيات الإسرائيلية تنوعًا وتركيبًا وإثارة للجدل، فإلى جانب دهائه وقدرته العسكرية والسياسية والعملية الهائلة التي جعلته محط الأنظار، تميّز بنمط الحياة المتطرف، الفضائح الشخصية والعاطفية، شغفه باقتناء وسرقة الآثار القديمة من المناطق المحتلة، وتوجّهه المستهين بالقواعد والنظم وعلاقته المتوترة بأسرته.

## نشأته
وُلد موشيه شموئيل دايان في كيبوتس «دغانيا» على ضفاف بحيرة طبريا بفلسطين عام 1915 لأبوين يهوديين هاجرا من أوكرانيا واستقر بهما المقام في فلسطين عندما كانت تحت الحكم العثماني وبعد أقل من سنتين قامت الثورة العربية الكبرى في الحجاز وأصبحت فلسطين تحت الانتداب البريطاني.
تلقى دايان تعليمه الابتدائي في مستوطنة «نهلال» التي انتقلت أسرته إليها بعد أن ضاقت بالعيش على أسلوب الحياة الاشتراكية كيبوتس دغانيا، التحق بعدها بمدرسة الزراعة للبنات التي أُنشئت خصيصا لتعليم المهاجرات الزراعة، فكان بذلك أول صبي يلتحق بتلك المدرسة، وعندما بلغ 14 عاماً، التحق دايان بمنظمة الهاجاناه العسكرية والبالماخ في بداية تكوينها قبيل الحرب العالمية الثانية.
تعرّف في المدرسة الزراعية إلى روت شفارتس ابنة أحد المحامين الأغنياء في القدس، وتزوجا عام 1935. وبعد إنهائه الدراسة استمر بممارسة الزراعة في نهلال.

## انضمامه للهاجاناه
مع بداية الثورة الفلسطينية عام 1936، سمحت سلطات الانتداب البريطاني بإنشاء قوة الشرطة للمستوطنات اليهودية، التي تتألف من أعضاء من الهاجاناه، تُسمّى «نوتريم»، وبعد أن خدم دايان لفترة وجيزة كدليل في الجيش البريطاني، تجند في شرطة الاستيطان اليهودي. وفي ديسمبر 1937 التحق بدورة لقادة الأقسام تحت إشراف إسحاق ساديه، من مؤسسي الهاجاناه والبلماح، وكان من بين المتدربين تحت إمرته إيغال آلون من قيادات البلماح وقيادات إسرائيل لاحقَا. في 1938-1939 كان عضوا في «الوحدات الميدانية» بقيادة ساديه والدوريات الليلية الخاصة بقيادة ضابط المخابرات الإنجليزي أورد وينجت والتي تميزت بخفة الحركة والانقضاض السريع على المراكز العربية ليلاً، في هذه الأُطر تعلم العقيدة القتالية الهجومية، التي استخدمها خلال حياته العسكرية.
ابتدع ديان في هذه الفترة طريقة أطلق عليها «السور والبرج»، لإقامة مستوطنات إسرائيلية جديدة بشكل خاطف، وتحت أنف الإنجليز، إذ تستولي مجموعة مسلحة على قطعة من الأرض ليلاً وتنشئ عليها برجا للمراقبة وتنصب بعض الخيام وتحفر حولها الخنادق وتحيطها بالأسلاك الشائكة، أقامت الهاجناه 53 مستوطنة من هذا النوع بين الأعوام 1936 و 1939.
في بداية الحرب العالمية الثانية حظرت بريطانيا النشاط العسكري، إلّا أن دايان اُُسِر مع مجموعة من 43 متدرب لديه عند محاولتهم الهرب بعد كشف معسكر تدريبهم، حيث داهمتهم قوة عربية وفيما بعد تم اعتقالهم وتحويلهم للمحاكمة، حُكم عليهم بـ 10 سنوات سجن في قلعة عكا القديمة، إلّا أنهم خرجوا لاحقا بعد تدخل الزعيم الصهيوني حاييم وايزمان في فبراير عام 1941.

## الحرب العالمية الثانية وفقدانه لعينه
عند إطلاق سراح دايان من السجن، كانت بريطانيا وفرنسا الحرة، قد قررتا تحرير لبنان وسوريا من قوات حكومة فيشي بالتعاون مع بعض القوات اليهودية، وبدأ إسحاق ساديه بتنظيم قوة قتالية التي من شأنها أن تساعد في عمليات الاستطلاع البريطانية، قوة شكّلت نواة منظمة البلماح لاحقًا. في يونيو 1941 انضم دايان إلى الكتيبة الإسترالية السابعة في مهمة ضد قوات جيش فيشي في سوريا، تم كشف هذه العملية ونشأ عنها تبادل لإطلاق النار، خلال هذه المناوشات ضرب قناص فرنسي عين منظار دايان، مما أدّى إلى إصابته المباشرة، وفقدانه لعينه بشكل كامل نتيجة لشظايا الزجاج، ومنذ ذلك الحين بدأ بارتداء غطاء العين الأسود والذي عُرفت شخصيته به، بعد هذه المشاركة في قتال قوات المحور قلّدته الحكومة البريطانية أعلى الأوسمة العسكرية.
عاد دايان بعد إصابته إلى مزرعته في نهلال وواصل أنشطته كجزء من الهاجاناه. في عام 1945 انتقل إلى تل أبيب، وفي ديسمبر 1946 سافر إلى مدينة بازل لإشغال عضوية الكونغرس الصهيوني، بين الأعوام 1939 - 1945، أنجب أولاده الثلاثة، ياعيل (أصبحت كاتبة وعضو كنيست)، إيهود (أودي) فنان تشكيلي، واساف (اسي) مخرج وممثل إسرائيلي كبير.
في فبراير 1947 تم استدعائه لإشغال مهمة ضابط لشؤون العرب، من قبل يعقوب دوري، قائد أركان الهاجاناه وأول قائد أركان للجيش الاسرائيلي لاحقاً، وقد أصبح باديًا أن الحرب باتت وشيكة.

## حرب 1948
شغل دايان العديد من الأدوار المهمة في حرب 1948، ففي العام 1947 تمت ترقيتة ليكون واحدا من هيئة أركان الهاجاناه وكان مختصا بتجنيد ومتابعة العملاء المكلفين بجمع معلومات عن القوات العربية غير النظامية في فلسطين، وينسب إليه البدء بعقد تحالف بين إسرائيل والطائفة الدرزية، بعد مقتل أخيه زوريك أثناء أحد الاشتباكات مع محاربين دروز في جيش الإنقاذ في 14 إبريل 1948.
نال دايان إعجاب دافيد بن غوريون وقرّبه اليه، وفي 18 مايو 1948 تم تعيينه قائدا لقطاع نهر الأردن وتولّى المهمات الدفاعية في هذا القطاع الحيوي، وشارك في معركة دغانيا لصد القوات الاردنية والسورية هناك، في أعقاب هذه المعركة وفي يوليو 1948 أصبح دايان أول قائد للكتيبة 89 التابعة للواء الثامن المدرع.
شنَّ ديان في 11 يوليو 1948 هجوم مكثف على مدينة اللد، ضمن «عملية داني» والتي تعتبر من أكبر العمليات العسكرية التي قامت بها قوات “البلماح” ، “هرئل” و”يفتاح” واشتركت في هذه العملية قوات من سلاح المدرعات وسلاح المشاة وسلاح المدفعية والسلاح الجوي. انتهت العملية باحتلال مدينة اللد، وانسحاب القوات العربية المرابطة هناك، حيث قامت قوات كبيرة من الجيش الإسرائيلي بالهجوم على المدينة بعد تطويقها وإسقاط القرى المجاورة، حيث نجحوا في احتلال تحصينات المدينة في الجهة الشرقية الجنوبية والوصول إلى أطراف المدينة وإلى بعض بيوتها موقعين ضحايا كثيرة من الأهالي معظمهم من الرجال المسنين والنساء والأطفال، ومنهم مجموعة كبيرة من أهالي قرية دهمش اللذين لجأوا إلى المسجد خوفا من انتقام الجنود، حيث اقتحم الجنود الجامع وأوقع ما يزيد عن 176 ضحية.
لم يتطرّق الإعلام الصهيوني لهذه المجزرة إلّا أنه رافق احتلال اللد جدل وتنافس على دور البطولة في هذه المعركة بين إيغال آلون وديان.
في 1 أغسطس 1948، حصل دايان على منصب قائد لواء عتسيوني وتم ترقيته إلى رتبة مقدم، بعد عملية اللد، تم نقل كتيبة دايان إلى الجبهة الجنوبية وحارب ضد القوات المصرية، وفي هذه الفترة عين قائدا للواء القدس، وخلال توليه مهام قيادة لواء القدس، ورغم أن العمليات بدأت بالهدوء، إلّا أنه قرر شن غارة جديدة واحتلال تلة في منطقة جبل المكبر كانت تحت سيطرة القوات الاردنية، بهدف منع إطلاق النار على المستوطنات اليهودية تلبيوت وارمون هنتسيف، هذه العملية غير المدروسة وضعت قوات لواء عتسيوني في مأرب للقوات الأردنية وكانت خسائرها فادحة للجانب الإسرائيلي، وعرفت هذه العملية كبقعة سوداء في سجل دايان في حرب 1948.
وفي إطار هذا المنصب أجرى مفاوضات مع الملك عبد الله ومندوبيه ومنهم عبد الله التل، حيث وصل كلاهما إلى اتفاق في ديسمبر 1948 يقضي بوقف إطلاق النار، وإبقاء حيازة إسرائيل لمنطقة جبل سكوبس (المشارف) كجزيرة داخل المناطق التابعة للسيطرة الأردنية وتمكين المرور من واليها. حيث أنهى هذا الاتفاق القتال على هذه الجبهة.
في 3 أبريل 1949 مثّل ديان إسرائيل في وفد المفاوضين لمحادثات الهدنة مع الأردن في رودس، والتي أعقبتها توقيع اتفاقية رودس بين إسرائيل والأردن.
في ال 25 من أكتوبر 1949 تم ترقية دايان إلى رتبة لواء وتم تعيينه قائدا للمنطقة الجنوبية وسط معارضة شديدة من جنرالات الجيش الإسرائيلي.
انتقل في العام 1951 إلى إنجلترا للمشاركة في دورة تدريبية في إحدى كليات الجيش البريطاني، وفي مايو عام 1952 تم تعيينه قائدا للمنطقة الشمالية، منصب شغله لمدة ستة أشهر.

في ديسمبر 1952 عُيّن رئيس فرع العمليات في الجيش وهو يعتبر ثاني أعلى منصب في بعد منصب رئيس هيئة الأركان العامة، مما أظهر النية بتعيينه لاحقًا لمنصب رئيس الأركان، وضمن هذا المنصب قام بتعيين أرئيل شارون قائدأ لكتيبة 101، التي ارتكبت مجزرة قبية بعد وقت قصير من عام 1953، وقد مثّل دايان إسرائيل في نقاشات الجمعية العامة للأمم المتحدة في قضية المجزرة، ومع عودته تم تعيينه قائد لأركان الجيش في 6 ديسمبر 1953. 

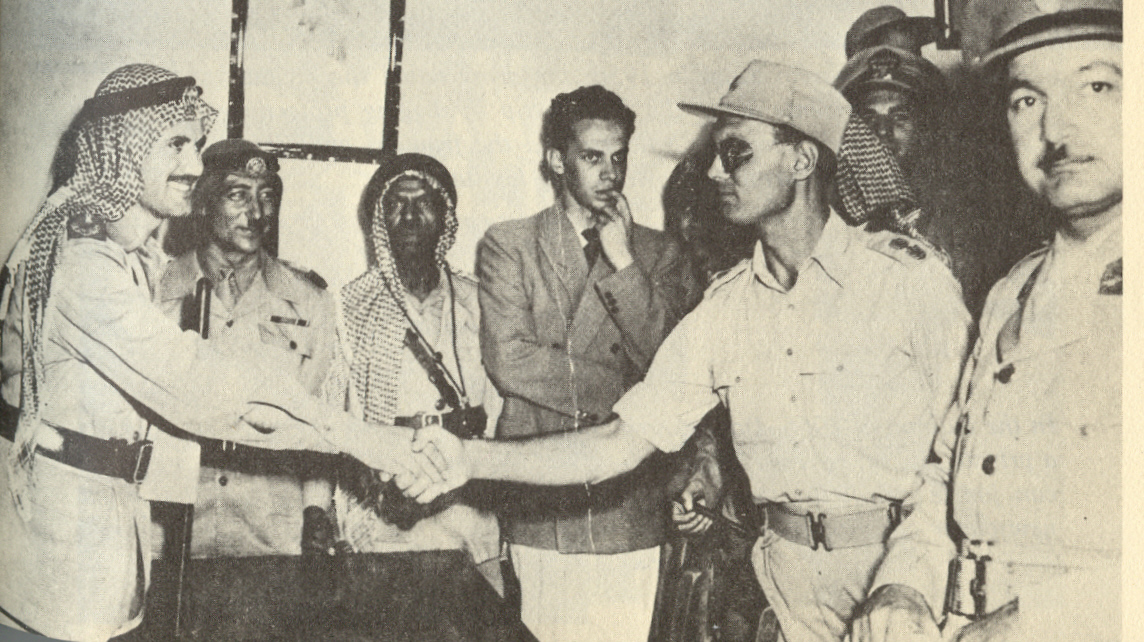
موشيه دايان و عبد الله التل يتوصلان لاتفاق وقف إطلاق النار في القدس، 30 نوفمبر 1948

## قائد أركان الجيش 1953-1958
شغل هذا المنصب بين ديسمبر 1953 ويناير 1958

### فضيحة لافون
بعد يوم واحد من تعيينه، وفي 7 ديسمبر 1953 أعلن بن غوريون عن انسحابه من رئاسة الوزراء، تعيين دايان كان من قراراته الأخيرة، وأوكل منصب رئاسة الوزراء لموشيه شارت ومنصب وزارة الدفاع لبنحاس لافون، حيث لم تكن لدايان علاقات وطيدة بهم ووقعوا في خلافات متعددة حول سلم الصلاحيات في الجيش، وفي رؤيتهم العسكرية.
في يوليو 1954 اندلعت فضيحة لافون، حيث كشف عن خلية إرهابية يهودية مصرية، جندتها المخابرات العسكرية الإسرائيلية بهدف إجراء عمليات تخريبية ضد مصالح بريطانية وأمريكية في مصر، والإيعاز أن العمليات نفذت من قبل خلية مصرية، من أجل عرقلة انسحاب القوات البريطانية من قناة السويس ومصر، أدّت الفضيحة إلى استقالة لافون الذي ادعى أن قيادات الجيش حاكت له مكيدة، ومن بينهم شمعون بيريز وموشيه دايان واللواء بنيامين جيبلي، لم يثبت من أعطى الأوامر لهذه العملية ولكن ثارت الشكوك حول وجود يد لدايان بها.

### عودة بن غوريون 1955
بعد استقالة لافون عاد بن غوريون من عزلته لتولي منصب وزير الدفاع ومن ثم فاز مرة أخرى برئاسة الوزراء، ووجد التوافق في الرؤية العسكرية مع دايان على خلاف رئيس الوزراء السابق موشيه شاريت، فقد كان ديان يؤمن أن إسرائيل يجب أن تعمل على قوة الردع والعمليات الاستباقية، وأن بإمكانها خوض حرب جديدة بسهولة، فيما كان شاريت متردد، ويسعى لإيجاد طرق للحوار مع الدول العربية.

أفرزت هذه السياسة المشتركة لدى دايان وبن غوريون قبيل العدوان الثلاثي على مصر عام 1956، سلسلة من الأعمال الإنتقامية دبرها ديان ضد مصر وسوريا والأردن ولبنان عام 1955، والتي راح ضحية هذه الغارات المئات من المدنيين

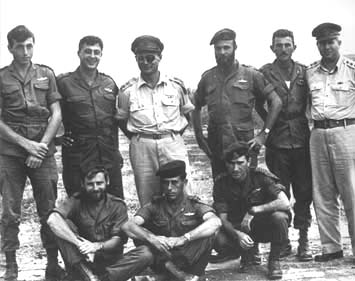
موشيه دايان في عام 1955

### مجزرة كفر قاسم
في اليوم الأول من العدوان الثلاثي على مصر، ارتكبت فرق حرس الحدود الاسرائيلية مجزرة بحق أهالي قرية كفر قاسم على الحدود الأردنية والإسرائيلية في المثلث الجنوبي، حيث افترضت القيادات الإسرائيلية اشتعال الجبهة الشرقية مع الأردن مما يلزم إلى اتخاذ إجراءات حاسمة هناك، أدّى كشف أمر المجزرة التي تمت بدم بارد إلى تقديم مجندون وقيادات في الجيش للمحاكمة، شهادات ووثائق متأخرة أثبتت وجود خطة مبيتة لارتكاب المجازر من أجل ترويع الفلسطينيين وحملهم على النزوح، المحكامة الصورية التي تمت للجنود، منعت المسؤولية من الوصول إلى القيادات العليا مثل بن غوريون ودايان، وأبقت القضية في الدرجات الدنيا لسلسلة انتقال الأوامر.

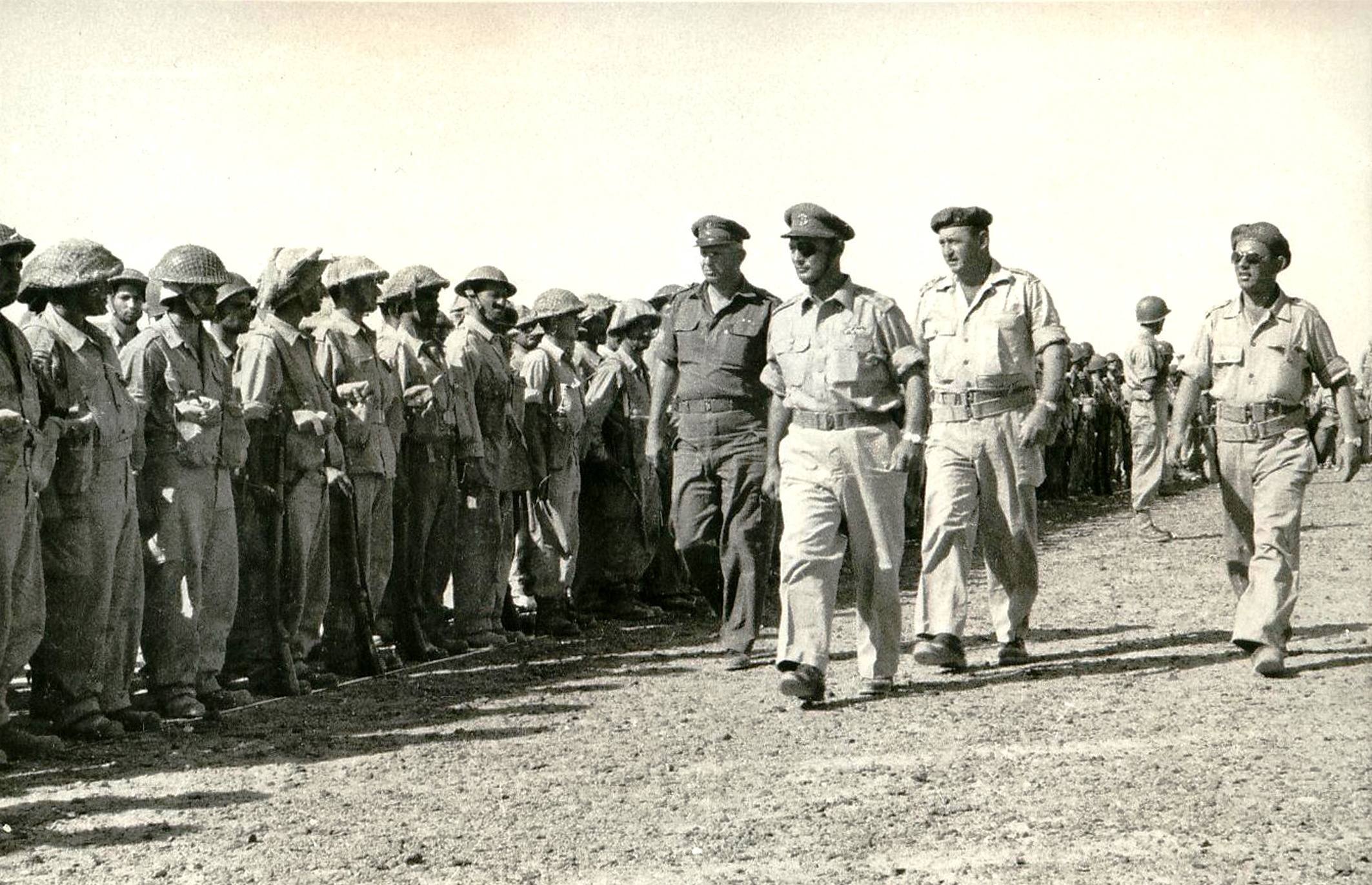
ديان يتفقد قوات الجيش الاسرائيلي في شرم الشيخ 1956

### العدوان الثلاثي على مصر
كان دايان من مؤيدي الهجوم الواسع على الجبهة الجنوبية، وكان يؤمن أنّ جولة ثانية بعد حرب 1948 حتمية، ولم يرد الاكتفاء بالغارات الانتقامية عبر الحدود، حيث كان قد نجح ومعه شمعون بيريز بإجراء صفقات أسلحة كبيرة مع فرنسا في تلك الفترة، وقاد بنفسه الاتصالات التي تمت بين إسرائيل وكل من بريطانيا وفرنسا وكان الموجّه الفعلي لها خاصة في النواحي
العسكرية. وتولّى قيادة القوات الإسرائيلية المهاجمة لسيناء في العدوان الثلاثي على مصر عام 1956، وقد كانت هذه الحرب بداية لشهرته الواسعة في العالم العربي والعالم.

### الاستقالة من قيادة الاركان
انتهت الحرب بانسحاب القوات البريطانية والفرنسية، وانسحاب إسرائيل عام 1957 من المناطق التي احتلتها، ومن قطاع غزة كذلك، إضافة إلى وضع قوات طوارئ دولية على الحدود المشتركة بين مصر وإسرائيل، دايان كان من بين المعارضين لانسحاب اسرائيل من المناطق التي احتلتها، لكنه اضطر لقبول قرار الحكومة، وبعد إتمام الانسحاب الإسرائيلي، خرج في إجازة طويلة قضاها متنقلاً بين دول كثيرة، وفي 29 يناير 1958 أنهى مهامه في قيادة أركان الجيش، حل محله في المنصب حاييم لسكوف.
بعد خروجه للحياة المدنية، التحق بكلية القانون والاقتصاد في تل أبيب لدراسة الاقتصاد، ثم التحق بالجامعة العبرية في القدس حيث كانت ابنته ياعيل تدرس.

## رجل السياسة

الانتصار الإسرائيلي في حرب 1967 جعل دايان بطلاً في الإعلام الأمريكي (غلاف مجلة تايم 16 يونيو 1967).

في عام 1959، وبعد عام من تقاعد دايان من السلك العسكري، انضم إلى حزب «مباي» السياسي اليساري الحاكم، وتولّى دافيد بن غوريون حضانته سياسياً فانتخب للكنيست الإسرائيلي عام 1959 عن حزب مباى، وأُسندت إليه وزارة الزراعة التي شغلها حتى عام 1964.
في العام 1963 قدم بن غوريون استقالته، بقي دايان وزيرًا للزراعة بعدها وقت قصير، إذ قدم استقالته إثر نشوب خلاف بينه وبين ليفى أشكول، وما لبث أن انشق عن حزب مباى مقتفياً خطى بن غوريون لتكوين حزب رافي الجديد.
في فترته كوزير للزراعة أتم مشروع المياه القطري، مشروع إنشائي ضخم ساهم بنقل المياه من بحيرة طبريا ونهر الأردن إلى النقب، مشروع رفع نسبة مساحات الزراعة في إسرائيل بشكل كبير.
في العام 1965 وبعد أن ابتعد عن السياسة، قَبِل بشكل مفاجئ اقتراح صحيفة معاريف الإسرائيلية بالسفر إلى فيتنام لتغطية الحرب، مما سبّب له انتقادات بعدم احترام هيبة الجيش، من جهته برّر هذه الرحلة كجولة للدراسة الحربية.

## وزيراً للدفاع 1967- 1973

### حرب 1967- النكسة
عَيّن رئيس الوزراء الإسرائيلي أشكول موشيه دايان وزيراً للدفاع إبان إعداد إسرائيل لشن حرب حزيران/يونيو 1967، رغم عدم محبّة أشكول له. حيث ظهرت الحرب في الأفق مع إغلاق مصر لمضائق تيران في البحر الأحمر أمام الملاحة الإسرائيلية، ودخول الجيش المصري إلى سيناء، حيث رضخ رئيس الوزراء الإسرائيلي ليفي أشكول لمطالب الجيش وقطاعات واسعة من الرأي العام الإسرائيلي الذين طالبوا باختيار موشيه دايان وزيرا للدفاع، في 1 يونيو 1967، ولم تمضِ أيام قليلة على تولّيه المنصب حتى كان العدوان قد بدأ.

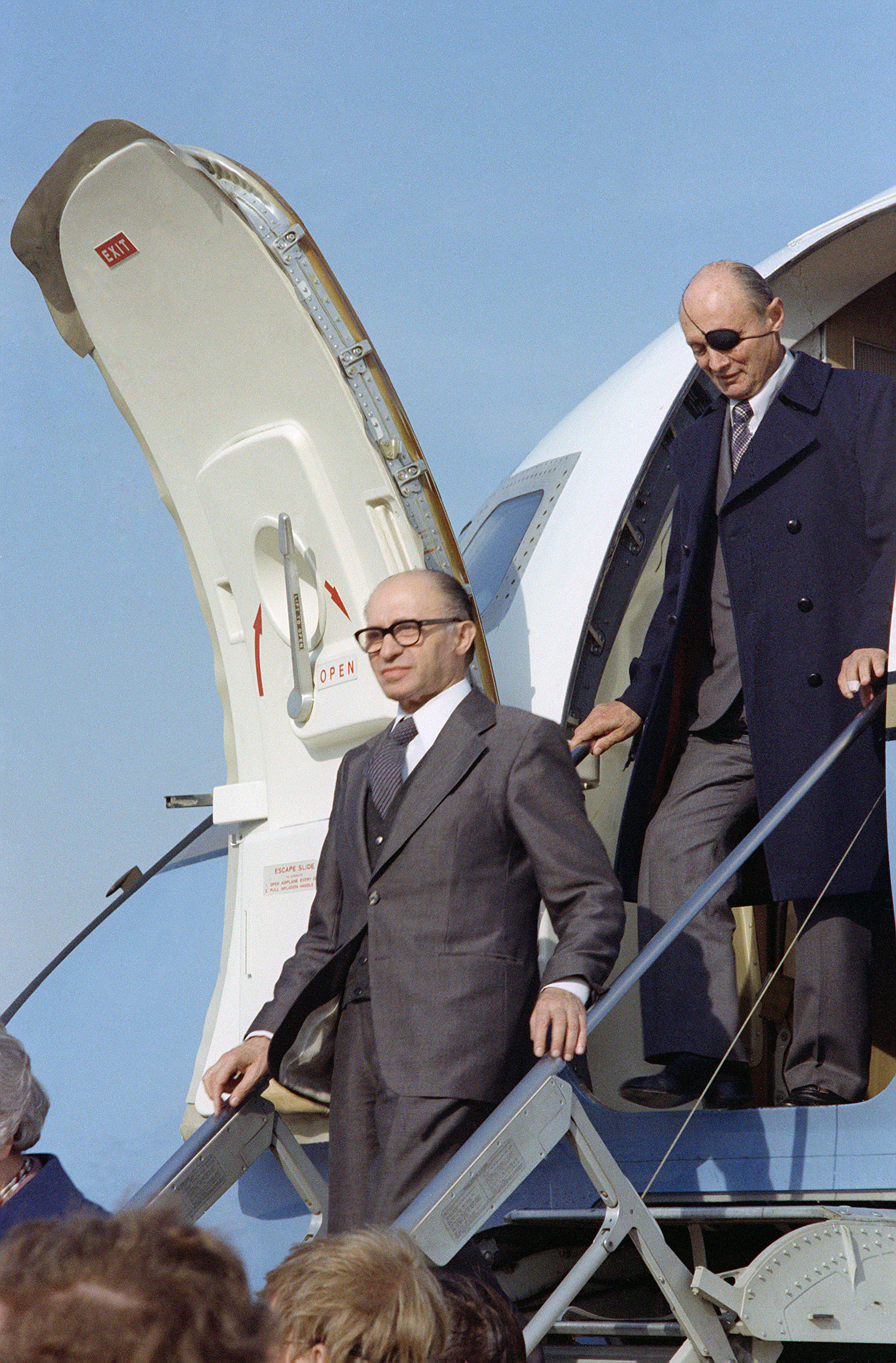
دايان مع مناجيم بيغن

انتهت الحرب والتي تعرف بالنكسة باحتلال إسرائيل لشبه جزيرة سيناء، ووصول إسرائيل إلى قناة السويس، احتلال هضبة الجولان على الحدود السورية واحتلال الضفة الغربية وقطاع غزة، بعد هذه الحرب وصل دايان إلى أقصى درجات الشعبية والنجومية والتأثير السياسي، وتُوِّج كبطل حرب.
جنى دايان ثمار الانتصار رغم أن الاستعدادات العسكرية كانت مكتملة قبل توليه الوزارة، حيث لم يكن لدايان دور يذكر للتخطيط والإعداد لحرب 1967، كان دوره الأساسي بتحديد الأهداف، إضافة إلى قراره بالوصول إلى قناة السويس، واحتلال القدس الشرقية.

### حرب 1973
بتسلم جولدا مائير السلطة في عام 1969، كان دايان وزيراً للدفاع. ورفض دايان شنّ هجوم احترازي على كل من مصر وسوريا لقناعته بقدرة الجيش الإسرائيلي لصد أي هجوم عربي على إسرائيل وللحيلولة من تصوير إسرائيل أن تكون البادئة بالهجوم. وبتعاقب الهزائم الإسرائيلية في بداية حرب أكتوبر، كان دايان على استعداد للإعلان عن هزيمة إسرائيل لولا منعه من قبل مائير من الإدلاء بهكذا تصريح. وتكلّم دايان بدون توريه عن استعمال إسرائيل لإسلحة الدمار الشامل في حال احتياج إسرائيل لمثل هذه الأسلحة لدحر الهجوم العربي.
وبعد الحرب، قامت اللجنة المسؤولة بإعداد تقرير حرب 1973 لامَ الكادر العسكري وقام بإعفاء الكادر السياسي الإسرائيلي من المسؤولية في تكبّد الخسائر في الأيام الأولى من الحرب إلا أن الغضب والاحتجاج الشعبي الإسرائيلي أدّى إلى استقالة كل من دايان وجولدا مائير.

## وزيراً للخارجية 1977-1979
بعد فشله في حرب أكتوبر 1973، لم يتم إشماله في التشكيلة الوزارية الجديدة بقيادة إسحاق رابين، وهي الحكومة التي شُكِّلت في 1974 بعد استقالة غولدا مائير، انتخب دايان لعضوية الكنيست عن المعراخ في انتخابات عام 1977 التي فشل بها المعراج (مباي سابقًا) مقابل الليكود بقيادة مناحم بيغن، إلّا أنه انشق بعد انتخابات 1977 عن حزب العمل، وانضم لحزب صغير يُدعى «تيلم»، وقبل إشغال وزارة الخارجية في حكومة مناحم بيغن، وبعد عام واحد من توليه المنصب الجديد دخل في مفاوضات مباشرة مع إدارة الرئيس المصري السابق محمد أنور السادات في كامب ديفد انتهت بالتوقيع على أول اتفاقية للسلام بين إسرائيل ودولة عربية عام 1979.

ديان مع كارتر 23 سبتمبر 1977

قدّم استقالته في أكتوبر 1979 في أعقاب خلافات إستراتيجية مع بيغن حول مصير المناطق المحتلة وتطبيق الاتفاق مع مصر، حيث لم يكن دايان معنيًا بسيادة إسرائيل على المناطق المحتلة.
في الانتخابات العاشرة للكنيست عام 1981، فازت القائمة بمقعدين فقط، وتوفي ديان بعد فترة قصيرة من دخوله الكنيست.

## وفاته
توفي في 16 أكتوبر 1981 متأثراً بسرطان القولون في مدينة تل أبيب ودُفِن في «نهلال» حيث نشأ.

## من أقواله
- «إن عمر إسرائيل محدود وعلينا أن نطيله أطول مدة ممكنة».[21]

## انظر ايضاً
- عوزي عيلام
- صفحة موشيه ديان على موقع الكنيست الرسمي

## روابط خارجية
- موشيه دايان على موقع IMDb (الإنجليزية)
- موشيه دايان على موقع الموسوعة البريطانية (الإنجليزية)
- موشيه دايان على موقع مونزينجر (الألمانية)
- موشيه دايان على موقع ميوزك برينز (الإنجليزية)
- موشيه دايان على موقع إن إن دي بي (الإنجليزية)
- موشيه دايان على موقع ديسكوغز (الإنجليزية)